# Young European Socialists

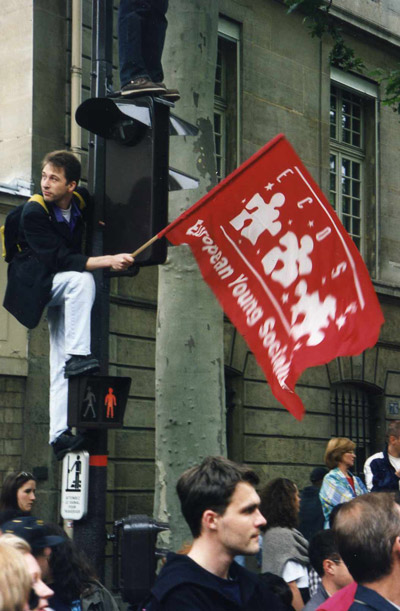
Demonstration in Paris (2000)

Young European Socialists (YES, deutsch Europäische Jungsozialistinnen und Jungsozialisten) ist der Zusammenschluss der sozialistischen und sozialdemokratischen Jugendorganisationen in Europa. Gleichzeitig ist sie die Jugendorganisation der Sozialdemokratischen Partei Europas (SPE) und gehört der Sozialistischen Jugend-Internationalen IUSY an. Sitz von YES ist Brüssel. YES ging 2013 aus der „European Community Organisation of Socialist Youth“ (ECOSY) hervor.
Mitgliedsorganisationen im deutschsprachigen Raum sind die Jusos in der SPD, die Sozialistische Jugend Österreichs, der Verband Sozialistischer StudentInnen Österreichs und seit November 2012 auch die JungsozialistInnen Schweiz (JUSO).
YES-Vorsitzende ist seit 2023 Enric López Jurado (Juventudes Socialistas de Catalunya), Sofie Amalie Stage (DSU Denmark) ist Generalsekretärin der Europäischen Jungsozialisten.

## Geschichte
Unter dem Namen European Community Organisation of Socialist Youth wurde ECOSY am 7. November 1992 im niederländischen Oegstgeest bei Den Haag gegründet. Parallel dazu fand der Gründungsparteitag der SPE in Den Haag statt.
ECOSY knüpfte an die zuvor innerhalb der IUSY, insbesondere im European Leaders Meeting, koordinierten europäischen Aktivitäten an. Die ECOSY-Gründung war jedoch umstritten. Dabei ging es um die Frage, ob eine allein die EU umfassende Organisation angestrebt wird oder ob das Konzept eines gesamteuropäischen Zusammenschlusses bevorzugt würde. Letzteres – genannt European Socialist Youth (ESY) – wurde insbesondere von den Schweden und den Österreichern gefordert, die damals noch nicht der EU angehörten. Unterstützt wurden sie hier von den deutschen Jusos.
Letztlich wurden sowohl ECOSY als auch ESY gegründet. ESY blieb jedoch organisatorisch schwach und wurde wenig später in European Committee umbenannt und firmiert damit als Kontinentalausschuss der IUSY.
Bereits 2001 nahm ECOSY die ost- und mitteleuropäischen Organisationen, die zuvor als assoziierte Mitglieder zusammen nur über einen Sitz im ECOSY-Vorstand verfügten, als Vollmitglied auf.
Die JungsozialistInnen Schweiz (JUSO) besaßen lange Zeit aufgrund der Nicht-Mitgliedschaft der Schweiz in der EU nur einen Beobachterstatus. Auf dem Bureau Meeting am 3. November 2012 auf Zypern wurde ihnen schließlich der Vollmitgliedschaftsstatus verliehen.
Auf ihrem Kongress in Bommersvik im März 2013 benannte sich ECOSY in YES – Young European Socialists um. Damit wurde nachvollzogen, dass der Organisation nicht mehr nur Organisationen aus Mitgliedsstaaten der Europäischen Union bzw. der Europäischen Gemeinschaft angehören, worauf der alte Name verwies.
Bis 2023 gehörten YES bzw. ECOSY mit den Jusos in der SPD und der Sozialistischen Jugend Deutschlands – Die Falken (SJD – Die Falken) zwei deutsche Mitgliedsorganisationen an. 2023 beschloss die Bundeskonferenz der SJD – Die Falken nach mehrjährigem Diskussionsprozess den Austritt aus YES. Die SJD – Die Falken kritisierte insbesondere einen Mangel an Demokratie und Transparenz bei YES.

## Struktur
Bei der Gründung 1992 wurde beschlossen, dass die Posten des ECOSY-Vorsitzenden (President) und des stellvertretenden Vorsitzenden (Vice-President) analog zur Präsidentschaft der Europäischen Gemeinschaft zwischen den Mitgliedsorganisationen der jeweiligen Länder rotieren. 1994 wurde das Präsidium um zwei vom Kongress gewählte stellvertretende Vorsitzende, Umberto Gentiloni (Sinistra Giovanile) und Conall McDevitt (Labour Youth), erweitert. Seit Anfang 1997 steht an der Spitze von ECOSY ein in geheimer Wahl gewählter Vorsitzender. Damals wurde in Straßburg der Österreicher Andreas Schieder (SJÖ) gewählt.
Zwischen 1997 und 2005 fand der halbjährliche Wechsel nur noch auf einem der Posten als stellvertretender Vorsitzender statt. Sechs der stellvertretenden Vorsitzenden wurden geheim gewählt. Seit 2005 werden sämtliche – inzwischen acht – stellvertretende Vorsitzende durch die Wahl des Kongresses bestimmt.
Eine starke Stellung im Präsidium nimmt der seit 1992 vom Kongress gewählte hauptamtliche Generalsekretär (Secretary General) ein. Erster ECOSY-Generalsekretär war der Franzose Philip Cordery (MJS).
Der Vorstand (Bureau) setzt sich aus den von den Mitgliedsorganisationen nominierten Vertreterinnen und Vertretern zusammen. Jedes Land hat zwei Stimmen.
Der Kongress (Congress) findet alle zwei Jahre statt und ist das höchste Beschlussorgan. Jedes Land hat zwölf Stimmen.
In inhaltlichen Fragen wird grundsätzlich nach dem Mehrheitsprinzip verfahren. Beschlüsse zur EU-Politik sind dann für alle Mitgliedsorganisationen bindend, wenn sie auf dem Kongress eine Zwei-Drittel-Mehrheit gefunden haben.

## Mitgliedsorganisationen

### Gegenwärtige Mitgliedsorganisationen
- Albanien:
  - Forumi i Rinisë Eurosocialiste të Shqipërisë (FESYA) und Rinisë Socialdemokrate
  - Lëvizja Rinore për Integrim (LRI)
- Armenien: Հայ Երիտասարդաց Դաշնակցութիւն / Armenian Youth Federation (AYF)
- Belgien:
  - (Flandern): Jongsocialisten (JS)
  - (Wallonien): Mouvement des Jeunes Socialistes (MJS)
- Bosnien und Herzegowina: Forum mladih SDP BiH (FOM)
- Bulgarien:
  - Българска социалистическа младежка (БСМ) / Balgarska Socialističeska Mladezhka (BSM)
  - Европейска лява младежка алтернатива (ЕЛМА) / Evropejska Ljava Mladezhka Alternativa (ELMA)
- Dänemark: Danmarks Socialdemokratiske Ungdom (DSU)
- Deutschland: AG der Jungsozialistinnen und Jungsozialisten in der SPD (Jusos)
- Estland: Noored Sotsiaaldemokraadid
- Finnland:
  - Sosialidemokraattiset Nuoret (Demarinuoret)
  - Sosialidemokraattiset Opiskelijat (SONK)
- Frankreich: Mouvement des Jeunes Socialistes (MJS)
- Griechenland: Νεολαία ΠΑΣΟΚ / Neolaia PASOK
- Großbritannien:
  - Labour Students
  - Young Labour
- Irland: Labour Youth / Óige an Lucht Oibre
- Italien:
  - Giovani Democratici (GD)
  - Federazione dei Giovani Socialisti (FGS)
- Island: Ungir Jafnaðarmenn (UJ)
- Kroatien: Forum mladih SDP (FM SDP)
- Lettland:
  - Jaunatnes Sociāldemokrātiskā Savienība (JSS)
  - Restart.lv – SDP „Saskaņa“ jauniešu organizācija
- Litauen: Lietuvos socialdemokratinio jaunimo sąjunga (LSDJS)
- Luxemburg: Jeunesses Socialistes Luxembourgeoises (JSL)
- Malta: Forum Zghazagh Laburisti / Labour Youth Forum (FZL)
- Mazedonien: Социјалдемократската младина на Македонија (СДММ) / Socijaldemokratskata mladina na Makedonija (SDMM)
- Montenegro: Forum Mladih Socijaldemokratske Partije (FOM)
- Niederlande: Jonge Socialisten in de PvdA (JS)
- Nordirland: SDLP Youth
- Österreich:
  - Sozialistische Jugend Österreich (SJÖ)
  - Verband Sozialistischer StudentInnen Österreichs (VSStÖ)
- Polen: Federacja Młodych Socjaldemokratów (FMS)
- Portugal: Juventude Socialista (JS)
- Rumänien: Tineretul Social Democrat (TSD)
- Schweden:
  - Sveriges Socialdemokratiska Ungdomsförbund (SSU)
  - Socialdemokratiska Studentförbundet (S-studenter)
- Serbien:
  - Социјалдемократска омладина / Socijaldemokratska omladina
  - Демократска омладина / Demokratska omladina
  - Омладина Лиге социјалдемократа Војводине / Omladina Lige socijaldemokrata Vojvodine (LSVO)
- Schweiz: JungsozialistInnen Schweiz (JUSO) / Jeunesse Socialiste Suisse (JS) / Gioventù Socialista Svizzera (GS)
- Slowakei: Mladí sociálni demokrati (MSD)
- Slowenien: Mladi forum Socialnih Demokratov (Mladi forum SD)
- Spanien:
  - Juventudes Socialistas de España (JSE)
  - Joventut Socialista de Catalunya (JSC)
- Tschechien: Mladí Sociální Demokraté (MSD)
- Türkei: CHP Gençlik Kolları
- Ungarn: Societas – Baloldali Ifjúsági Mozgalom
- Zypern: Νεολαία ΕΔΕΚ / Neolaia EDEK

### Ehemalige Mitgliedsorganisationen
- Deutschland: Sozialistische Jugend Deutschlands – Die Falken (SJD – Die Falken)[6]

## Organisationen mit Beobachterstatus (Auswahl)
- Albanien: Rinisë Socialdemokrate
- Georgien: Akhalgazrduli Kavshiri Sotsialisturi Sakartvelos
- Israel: משמר נוער בתוך מפלגת העבודה / Mishmeret Tse’irah shel Mifleget haAwoda
- Norwegen: Arbeidernes ungdomsfylking (AUF)
- Polen: Młodzi Socjaliści (MS)
- Russland: Российский социал-демократический союз молодёжи (РСДСМ) / Rossijskij social-demokraticheskij sojuz molodjozhi (RSDSM)
- San Marino: Area Giovani Socialisti Sammarinesi (AGSS)
- Belarus: Маладой Грамады (МСД-МГ) / Malada Hramada (MSD-MH)
- Zypern: Αγώνας / Agonas

## Aktuelles YES-Präsidium (2019 – 2021)
- Präsident: Alicia Homs (Juventudes Socialistas de España)
- Generalsekretärin: Maj Jensen (Danmarks Socialdemokratiske Ungdom)
- Friso Ages (Jonge Socialisten in de PvdA)
- Nikolay Berievski (Българска социалистическа младежка (БСМ) / Balgarska Socialističeska Mladezhka)
- Sara Costa (Sozialistische Jugend Österreich)
- Samuel Guron (Sveriges Socialdemokratiska Ungdomsförbund)
- Enric Lopez Jurado (Joventut Socialista de Catalunya)
- Michelle Rauschkolb (Jusos in der SPD)
- Catalina Stefanescu (Tineretul Social Democrat)
- Elisha Winckel (Jeunesses Socialistes Luxembourgeoises)
- Mattia Zunino (Giovani Democratici)[1]

## YES-Vorsitzende
Rotierende Vorsitzende
- 1992 Tracy Paul (Young Labour)
- 1993 Henrik Sass Larsen (Danmarks Socialdemokratiske Ungdom)
- 1993 Ronald Gossiaux (Mouvement des Jeunes Socialistes / Belgien)
- 1994 ./. (Neolaia Pasok)
- 1994 Reinhold Rünker (Jusos in der SPD)
- 1995 Renaud Lagrave (Mouvement des Jeunes Socialistes / Frankreich)
- 1995 Martin Guillermo (Juventudes Socialistas de España)
- 1995 Paco-Luis Benitez (Juventudes Socialistas de España)
- 1996 Vinicio Peluffo (Sinistra Giovanile)
- 1996 Mick McLoughlin (Labour Youth)
- 1997 Thomas Windmulder (Jonge Socialisten in de PvdA)

Gewählte Vorsitzende
- 1997–1999 Andreas Schieder (Sozialistische Jugend Österreich)
- 1999–2001 Hugues Nancy (Mouvement des Jeunes Socialistes / Frankreich)
- 2001–2003 Jan Krims (Verband Sozialistischer StudentInnen Österreichs)
- 2003–2005 Anders Lindberg (Sveriges Socialdemokratiska Ungdomsförbund)
- 2005–2009 Giacomo Filibeck (Sinistra Giovanile)
- 2009–2011 Petroula Nteledimou (Neolaia PASOK)
- 2011–2015 Kaisa Penny (Sosialidemokraattiset Nuoret / Opiskelijat)
- 2015–2017 Laura Slimani (Mouvement des Jeunes Socialistes / Frankreich)
- 2017–2019 João Albuquerque (Juventude Socialista)
- seit 2019 Alicia Homs (Juventudes Socialistas de España)[1]

## Generalsekretäre
- 1992–1997 Philip Cordery (Mouvement des Jeunes Socialistes / Frankreich)
- 1997–1999 Pau Solanilla (Juventudes Socialistas de España)
- 1999–2003 Yonnec Polet (Mouvement des Jeunes Socialistes / Belgien)
- 2003–2005 Ilias Antoniou (Neolaia Pasok)
- 2005–2009 Ania Skrzypek (Federacja Młodych Socjaldemokratów)
- 2009–2011 Janna Besamusca (Jonge Socialisten in de PvdA)
- 2011–2015 Thomas Maes (Animo)
- 2015–2017 Nina Živanović (Socijaldemokratiska Omladina)
- 2017–2019 Tuulia Pitkänen (Sosialidemokraattiset Opiskelijat)
- 2019–2021 Maj Jensen (Danmarks Socialdemokratiske Ungdom)
- Seit 2021 Ana Pirtskhalava (YS Georgia)[2][3]

## YES-Kongresse
- 1992 in Oegstgeest (Niederlande)
- 1994 in München (Deutschland)
- 1997 in Straßburg (Frankreich)
- 1999 in Toledo (Spanien)
- 2001 in Wien (Österreich)
- 2003 in Bommersvik (Schweden)
- 2005 in Cascais (Portugal)
- 2007 in Warschau (Polen)
- 2009 in Brüssel (Belgien)
- 2011 in Bukarest (Rumänien)
- 2013 in Bommersvik (Schweden)
- 2015 in Winterthur (Schweiz)
- 2017 in Duisburg (Deutschland)
- 2019 in Helsinki (Finnland)

## YES Summer Camps
Die wohl wichtigsten Veranstaltungen der Europäischen Jungsozialisten sind die Summer Camps, auf denen sich bis zu 3000 gleichgesinnte junge Menschen treffen. Die Camps finden, mit Ausnahme der IUSY-Festival-Jahre, jährlich statt.

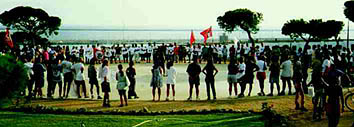
ECOSY Summer Camp in Mazagón im Jahr 1997

- 1995 1st Summer Camp Rimini (Italien)
- 1996 IUSY Festival Bonn (Deutschland)
- 1997 2nd Summer Camp Mazagón (Spanien)
- 1998 3rd Summer Camp Wien (Österreich)
- 1999 4th Summer Camp Livorno (Italien)
- 2000 IUSY Festival Malmö (Schweden)
- 2001 5th Summer Camp Debrecen (Ungarn)
- 2002 6th Summer Camp Weißenbach am Attersee (Österreich)
- 2003 IUSY Festival Kamena Vourla (Griechenland)
- 2004 7th Summer Camp Năvodari (Rumänien)
- 2005 8th Summer Camp Figueira da Foz (Portugal)
- 2006 IUSY Festival Alicante (Spanien)
- 2007 IUSY100 Berlin (Deutschland)
- 2008 9th Summer Camp Carpentras (Frankreich)
- 2009 IUSY Festival Zánka (Ungarn)
- 2011 IUSY Festival Attersee (Österreich)
- 2012 10th Summer Camp Savudrija (Kroatien)
- 2013 11th Summer Camp Foça (Türkei)
- 2014 IUSY Festival Mellieħa (Malta)
- 2015 12th Summer Camp Praia de Santa Cruz (Portugal)
- 2016 13th Summer Camp Palermo (Italien)
- 2017 IUSY Festival Jalë (Albanien)
- 2018 14th Summer Camp Rota (Spanien)
- 2019 15th Summer Camp Albena (Bulgarien)[7]